# Петровце (Вранов на Топлој)
Петровце (слч. Petrovce) насељено је мјесто са административним статусом сеоске општине (слч. obec) у округу Вранов на Топлој, у Прешовском крају, Словачка Република.

## Становништво
| Година:    | 1994. | 2004.   | 2014.   | 2024.   |
| ---------- | ----- | ------- | ------- | ------- |
| Број људи: | 446   | 440     | 453     | 441     |
| Разлика:   |       | -1,34 % | +2,95 % | -2,64 % |

| Година:    | 2023. | 2024. |
| ---------- | ----- | ----- |
| Број људи: | 450   | 441   |
| Разлика:   |       | -2 %  |

Према подацима о броју становника из 2024. године насеље је имало 441 становника.